# Jörg Immendorff

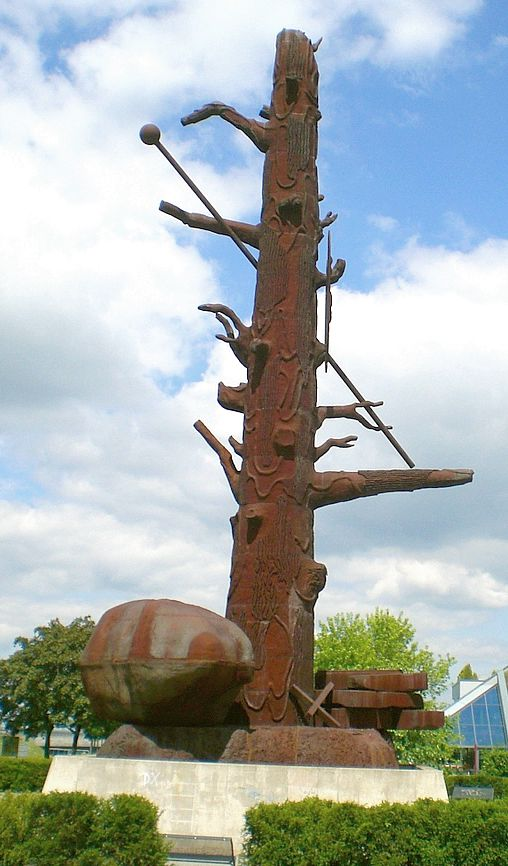
Escultura de acero Elbquelle («Fuente del Elba») en Riesa, de Jörg Immendorff.

Jörg Immendorff (Bleckede, 14 de junio de 1945 - Düsseldorf, 28 de mayo de 2007) fue un pintor neoexpresionista alemán.

## Biografía
Discípulo de Joseph Beuys, formado en la Academia de Bellas Artes de Düsseldorf, fue uno de los pintores alemanes de la posguerra al que se le encuadra en la escuela de los denominados nuevos fauves. Amigo personal del ex Canciller de Alemania, Gerhard Schröder, uno de sus últimos trabajos fue la realización de un retrato del mismo una vez concluido su mandato para la denominada Galería de los cancilleres en Berlín. Fue profesor de la Academia de Bellas Artes de Múnich.
En el ámbito político fue maoísta, muy crítico con el pasado nazi alemán y un ferviente defensor de la protección del medio ambiente.
Immendorff estudió en la Academia de Arte de Düsseldorf, donde fue expulsado por sus acciones políticas y neodadaístas. Trabajó durante doce años como profesor de arte en una escuela pública, y luego como artista independiente, viajando por Europa y visitando instituciones como profesor invitado. En 1989, se convirtió en profesor en la Städelschule de Frankfurt. Desde 1996, fue profesor en la Academia de Arte de Düsseldorf, la misma escuela que lo había despedido como estudiante.
Sus pinturas recuerdan en ocasiones al surrealismo y casi siempre tienen un fuerte simbolismo político. Fue autor de varias series de pinturas. Su serie más famosa, "Café Deutschland", que consta de dieciséis cuadros de gran tamaño, comenzó en 1977; en ella trataba la división entre la República Federal de Alemania y la República Democrática Alemana. Desde los años 70, trabajó junto con A. R. Penck. En su obra más reciente, aparece varias veces un "pintor mono", como comentario irónico sobre el mercado del arte.
Creó varios decorados, incluidos dos para el Festival de Salzburgo. En 1984, creó una gran escultura de bronce de Hans Albers. Contribuyó al diseño del vanguardista parque de atracciones "Luna, Luna" de André Heller en 1987. Immendorff creó varias esculturas, como un espectacular ejemplo de escultura de hierro de 25 metros de altura con forma de tronco de roble, en Riesa en 1999.
En 1997, recibió el Premio MARCO del Museo de Arte Contemporáneo de Monterrey, México. Al año siguiente, ganó la medalla al mérito de la República Federal de Alemania.
Immendorff se casó en 2000 con la estudiante búlgara Oda Jaune, su alumna, 30 años menor que él. Los dos tuvieron una hija en agosto de 2001.
En agosto de 2003, Immendorff fue sorprendido en una suite de un hotel de lujo en Düsseldorf con siete prostitutas (y cuatro más en camino) y algo de cocaína. En total, las sustancias encontradas contenían 6,6 gramos de cocaína pura, por encima del límite permitido para el consumo personal. En entrevistas intentó explicar su accionar con su enfermedad terminal. En su juicio de julio de 2004, admitió haber organizado 27 orgías similares entre febrero de 2001 y agosto de 2003. Fue condenado a 11 meses de libertad condicional y una multa de 150.000 euros. La indulgente sentencia fue justificada por su enfermedad y su extensa confesión. Fue suspendido de su puesto en la universidad, pero reintegrado tras el veredicto.
A Immendorff le diagnosticaron ELA (esclerosis lateral amiotrófica) en 1998. Cuando no podía pintar con la mano izquierda, cambió a la derecha. En 2004, financió un proyecto de investigación sobre la enfermedad.
En noviembre de 2005 fue atendido por médicos de urgencia en el hospital, donde tuvo que someterse a una traqueotomía para ayudarle a respirar.
En 2006, vivía en silla de ruedas y ya no pintaba; en cambio, ordenó a sus asistentes que pintaran según las instrucciones.
El 27 de mayo de 2007, a la edad de 61 años, Immendorff finalmente sucumbió a la enfermedad.